# Freccia Vallone 1949
La Freccia Vallone 1949, tredicesima edizione della corsa, si svolse il 13 aprile 1949 per un percorso di 231 km. La vittoria fu appannaggio del belga Rik Van Steenbergen, che completò il percorso in 6h20'34" precedendo il connazionale Edward Peeters e l'italiano Fausto Coppi.
Al traguardo di Liegi furono 49 i ciclisti, dei 196 partiti da Charleroi, che portarono a termine la competizione.

## Ordine d'arrivo (Top 10)
| Pos. | Corridore           | Squadra            | Tempo    |
| ---- | ------------------- | ------------------ | -------- |
| 1    | Rik Van Steenbergen | Mercier-Hutchinson | 6h20'34" |
| 2    | Edward Peeters      | Garin              | s.t.     |
| 3    | Fausto Coppi        | Terrot             | s.t.     |
| 4    | Pino Cerami         | Bartali            | s.t.     |
| 5    | Marcel De Mulder    | Alcyon-Dunlop      | s.t.     |
| 6    | Roger Gyselinck     | -                  | a 41"    |
| 7    | Louis Caput         | Maino              | a 3'11"  |
| 8    | Maurice Mollin      | Stucchi            | s.t.     |
| 9    | Louison Bobet       | Bianchi            | s.t.     |
| 10   | Jozef Verhaert      | Mercier-Hutchinson | s.t.     |